# Thunbergkløverbusk
Thunbergkløverbusk (Lespedeza thunbergii), også skrevet Thunberg-Kløverbusk, er en løvfældende busk med en buet overhængende vækst. Planten er afhængig af symbiose med knoldbakterier, som skaffer den biologisk brugbart kvælstof.

## Beskrivelse
Barken er først lyst grågrøn og hårklædt, men senere bliver den gråviolet og furet. Gamle grene ses sjælent i Danmark, men de får en grå, sprukken bark. Knopperne er spredtstillede, små og sølvhårede. Bladene er trekoblede med ovale, helrandede småblade. Oversiden er mat lysegrøn, mens undersiden er lyst grågrønne. Blomstringen sker i september-oktober. Blomsterne er samlet i endestillede, forgrenede klaser. De enkelte blomster er uregelmæssige (formet som typiske ærteblomster) med lyserøde, rosa eller purpurrøde kronblade. Frugterne er bælge.
Rodnettet består af vidt udbredte, højtliggende hoved- og siderødder. 
Højde x bredde og årlig tilvækst: 1,00 x 3,00 m (100 x 300 cm/år). I hjemlandet kan busken blive betydeligt større.

## Hjemsted
Arten er dyrket og forvildet i Japan, Korea og Kina, og den er muligvis oprindeligt en hybrid. Den er tørketålende og knyttet til lysåbne voksesteder med veldrænet, mager jord. 
Busken vokser på Keurusan bjerget i amtet Goseong-gun, som er en del af distriktet Gyeongsangnam-do, Sydkorea, hvor klimaet er mildt og kystpræget. Her findes busken i krat og lysninger sammen med bl.a. amursnabelkalla, japansk bambus, japansk styraks, kinesisk ene, koreaavnbøg, Polygonatum humile (en art af konval), Rhamnus yoshinoi (en art af korsved), småbladet buksbom, Spiraea pruniflora (en art af spiræa), stivbladet el, thunbergfyr og Weigela subsessilis (en art af klokkebusk)
| Portal | Portal:Botanik |

## Note
1. ↑  cjlib1.jinju.ac.kr: Jong – Hwa Heo: A Study on the Relationship Between Vascular Plant and Forest Structure in Keurusan(Mt.) (engelsk)